# Jalen Sundell
Jalen Sundell (Maryville, 18 ottobre 1999) è un giocatore di football americano statunitense che milita nel ruolo di offensive tackle per i Seattle Seahawks della National Football League (NFL).

## Carriera universitaria
Al college Sundell giocò a football a North Dakota State dal 2018 al 2023. Con i Bison vinse tre titoli nazionali FCS (2018, 2019, 2021) e nell’ultima stagione fu inserito nella formazione ideale della Missouri Valley Football Conference e premiato come FCS All-American.

## Carriera professionistica

### Seattle Seahawks
Dopo non essere stato scelto nel Draft NFL 2024, Sundell firmò con i Seattle Seahawks il 23 luglio 2024. Il 27 agosto fu annunciato che era stato uno dei due rookie non scelti nel Draft a riuscire a entrare nel roster attivo della squadra per l’inizio della stagione regolare.